# 大凹村
大凹村，又名大坳村，是中华人民共和国广东省广州市从化区街口街道所辖的一个行政村。村委会设在大坳，位于神岗圩北面约4千米。1958年人民公社化时成立大坳大队，因驻在大坳而得名。1983年12月改称乡，1987年1月改称村。辖1条自然村（大坳）。1998年时，全村共有540户，人口2278人。